# Micropsalliota pseudovolvulata
Micropsalliota pseudovolvulata är en svampart som beskrevs av Höhn. 1914. Micropsalliota pseudovolvulata ingår i släktet Micropsalliota och familjen Agaricaceae.   Inga underarter finns listade i Catalogue of Life.